# Powiat Częstochowski
Der Powiat Częstochowski ist ein Powiat (Kreis) in der polnischen Woiwodschaft Schlesien mit rund 134.600 Einwohnern.

## Geografie
Der mit einer Fläche von 1519 km² der größte Powiat der Woiwodschaft umfasst den ländlichen Raum um die Kreisstadt Częstochowa, die jedoch kreisfrei bleibt, und umgibt sie bis auf den Nordwesten fast vollständig. Nachbarpowiate sind im Norden Pajęczno und Radomsko in der Woiwodschaft Łódź, im Nordosten Włoszczowa in der Woiwodschaft Heiligkreuz, im Südosten Zawiercie, im Süden Myszków und Lubliniec sowie im Westen Kłobuck.

## Städte und Gemeinden

Powiat Częstochowski – Änderungen von 1867 bis 1952

Der Powiat Częstochowski umfasst sechzehn Gemeinden, davon vier Stadt-und-Land-Gemeinden und zwölf Landgemeinden.

### Stadt-und-Land-Gemeinden
- Blachownia
- Koniecpol
- Olsztyn
- Przyrów

### Landgemeinden
- Dąbrowa Zielona
- Janów
- Kamienica Polska
- Konopiska
- Kruszyna
- Kłomnice
- Lelów
- Mstów
- Mykanów
- Poczesna
- Rędziny
- Starcza

## Politik
Die Kreisverwaltung wird von einem Starosten geleitet. Von 2006 bis 2017 war dies Andrzej Kwapisz von der Polskie Stronnictwo Ludowe (PSL), der 2017 von seinem Parteifreund Krzysztof Smela abgelöst wurde.

### Kreistag
Der Kreistag besteht aus 25 Mitgliedern, die von der Bevölkerung gewählt werden. Die turnusmäßige Wahl 2024 brachte folgendes Ergebnis:
- Prawo i Sprawiedliwość (PiS) 26,2 % der Stimmen, 9 Sitze
- Trzecia Droga (TD) 20,1 % der Stimmen, 7 Sitze
- Wahlkomitee „Lokale Verwaltungsgemeinschaft“ 18,4 % der Stimmen, 5 Sitze
- Wahlkomitee „Vereinigung für den Kreis Częstochowa“ 11,2 % der Stimmen, 2 Sitze
- Koalicja Obywatelska (KO) 10,5 % der Stimmen, 1 Sitz
- Lewica 7,4 % der Stimmen, kein Sitz
- Wählervereinigung „Unabhängige lokale Verwaltung“ 6,5 % der Stimmen, 1 Sitz

Die turnusmäßige Wahl 2018 brachte folgendes Ergebnis:
- Polskie Stronnictwo Ludowe (PSL) 28,6 % der Stimmen, 9 Sitze
- Prawo i Sprawiedliwość (PiS) 25,4 % der Stimmen, 8 Sitze
- Wahlkomitee „Lokale Verwaltungsgemeinschaft für den Kreis Częstochowa“ 20,2 % der Stimmen, 5 Sitze
- Sojusz Lewicy Demokratycznej (SLD) / Lewica Razem (Razem) 9,9 % der Stimmen, kein Sitz
- Wahlkomitee „Vereinigung für den Kreis Częstochowa“ 8,0 % der Stimmen, 2 Sitze
- Koalicja Obywatelska (KO) 7,8 % der Stimmen, 1 Sitz

### Partnerschaften
Partnerschaften bestehen mit dem Bodenseekreis in Baden-Württemberg und dem Rajon Snjatin (Oblast Iwano-Frankiwsk) in der Ukraine.